# Rosa de roca

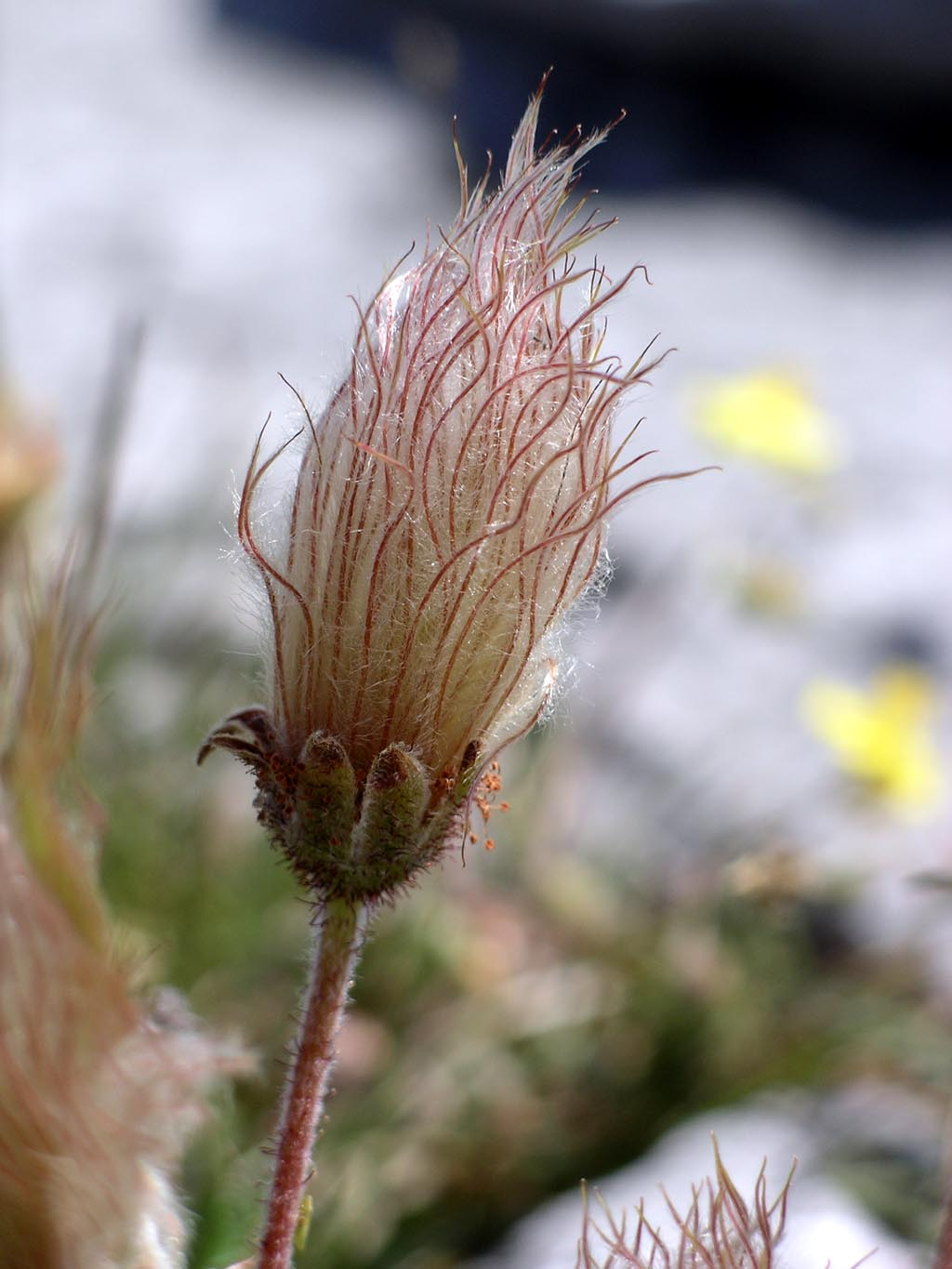
Capítol de Dryas octopetala

La rosa de roca o dríada (Dryas octopetala) és una espècie rosàcia de planta amb flors.

## Descripció
És originària de la zona àrtico-alpina habita la tundra i als prats alpins. És de distribució circumpolar
És un subarbust que fa de 5 a 15 cm d'alt de fullatge persistent i de tiges prostrades i reptants. La flor de 2 a 4 cm de diàmetre té vuit pètals (d'aquí li ve el nom específic d'octopetala). Les fulles són oblongues de 0,5 a 4 cm, coriàcies i rugoses, verdes a l'anvers tomentoses i blanquinoses al revers.
Només es troba a l'estatge alpí del Pirineu i prepirineu. Floreix de juliol a agost. Creix en terrenys calcaris a les altituds compreses entre els 1900 i els 2800 m.

## Climatologia
Els estadis del clima antic Dryas recent i altres estadis s'anomenen així per la gran quantitat de pol·len d'aquesta espècie que s'hi ha trobat.

## Galeria

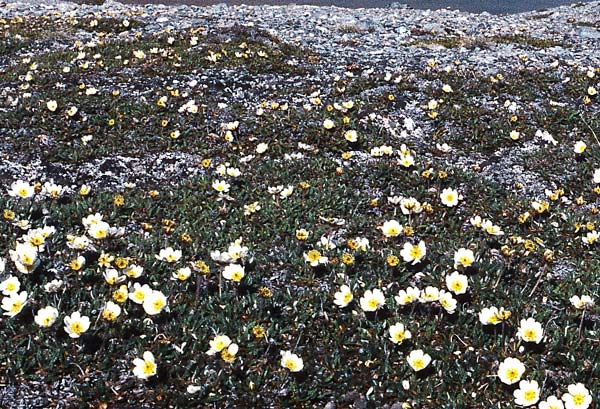
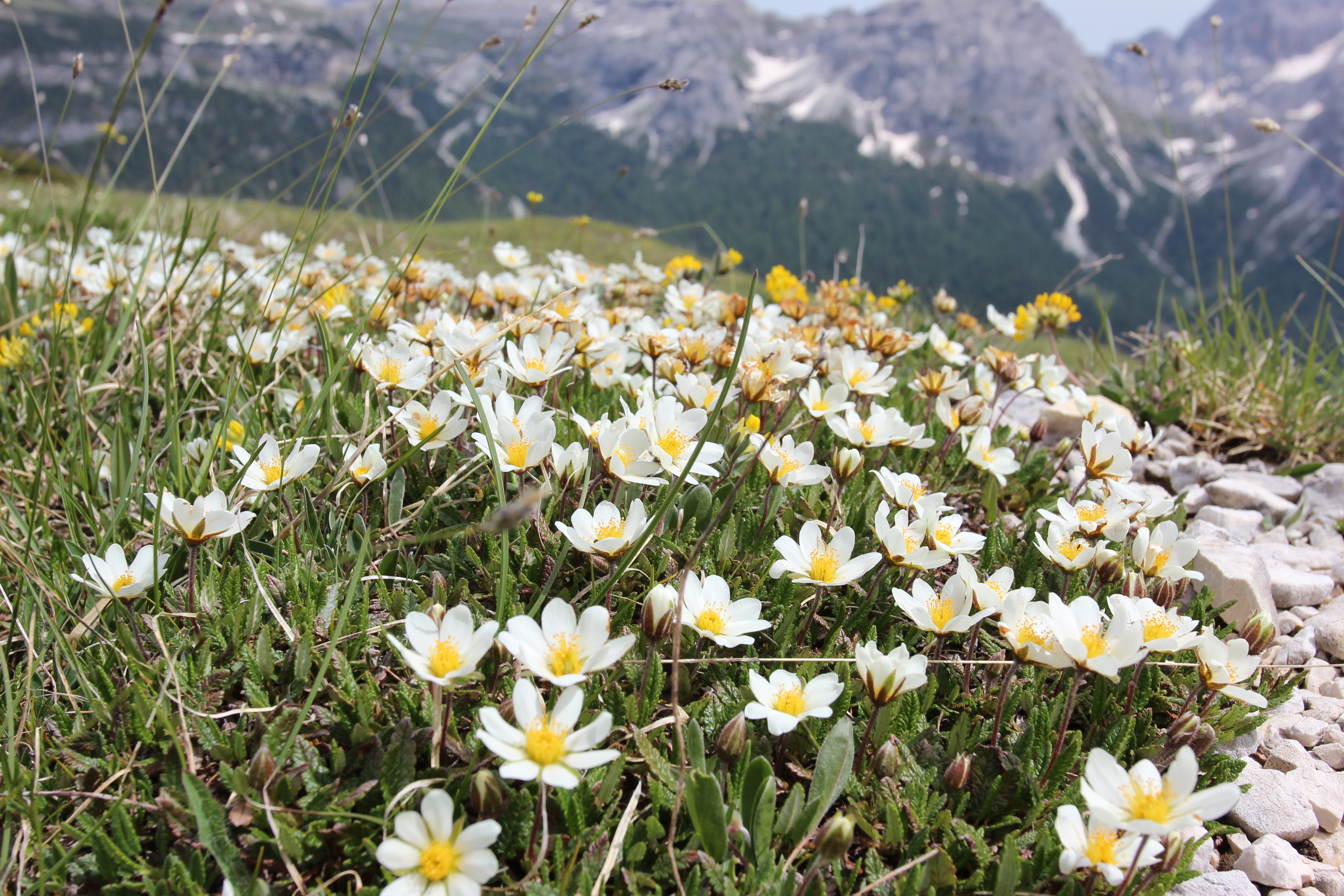
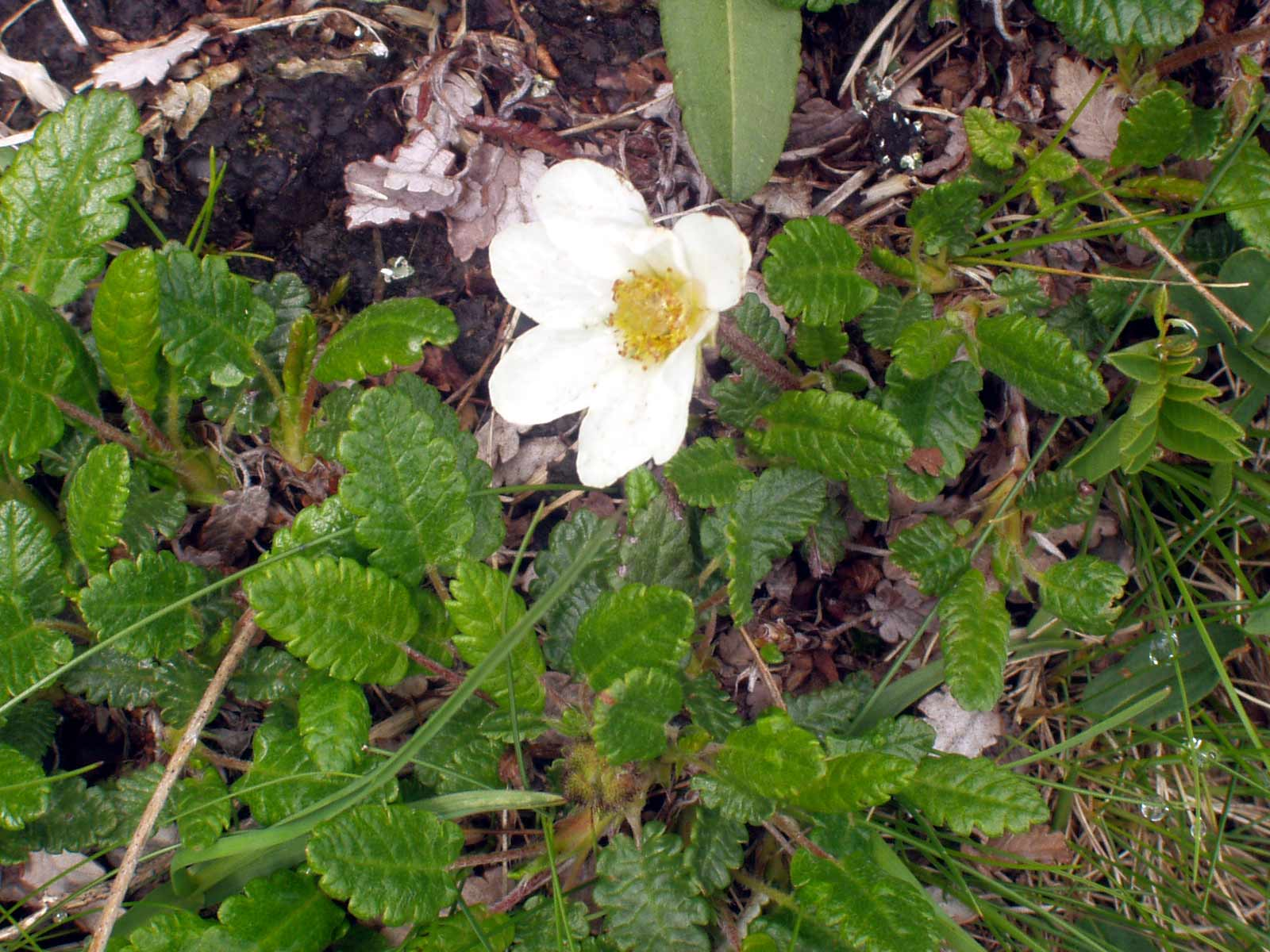
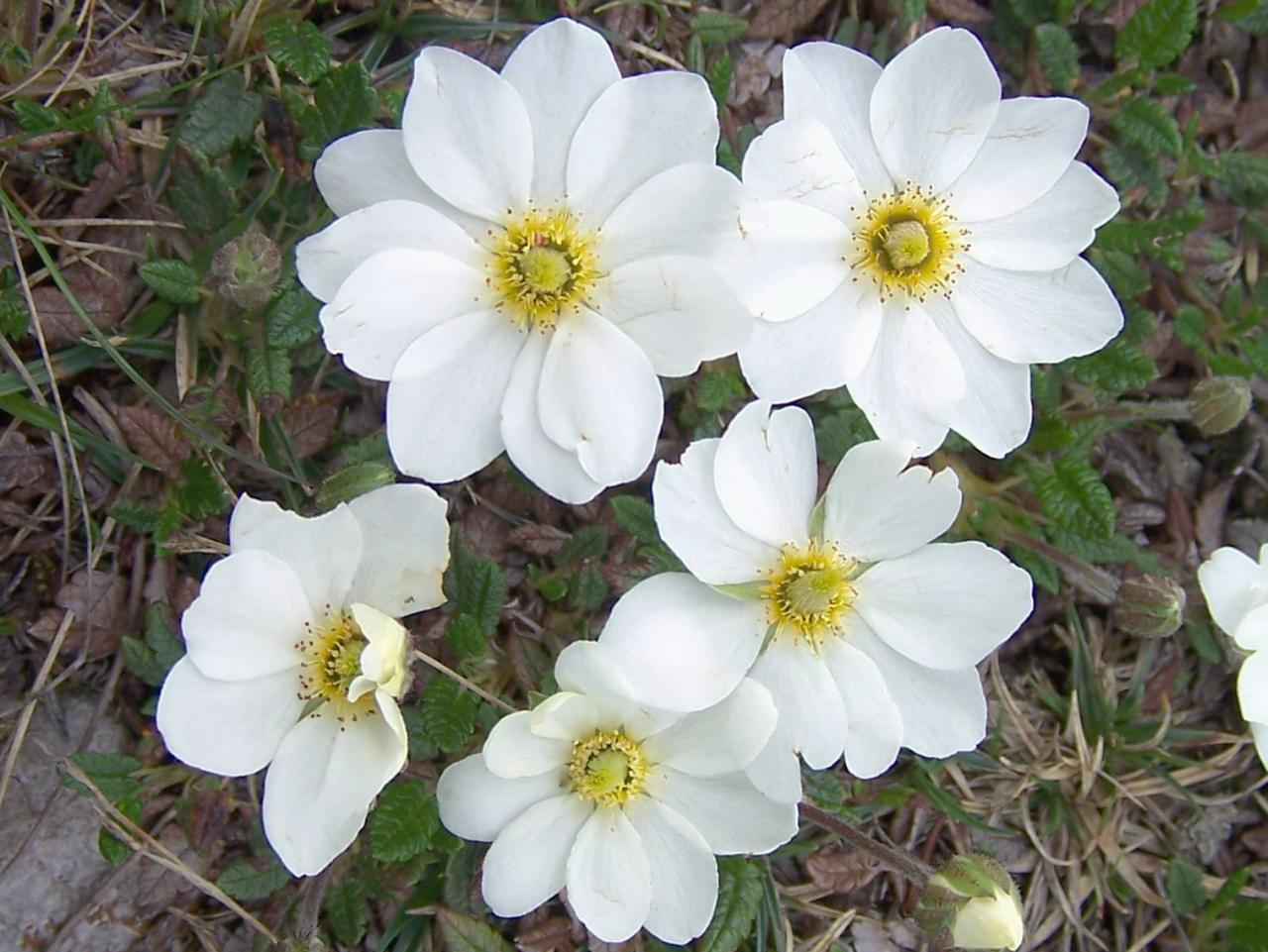
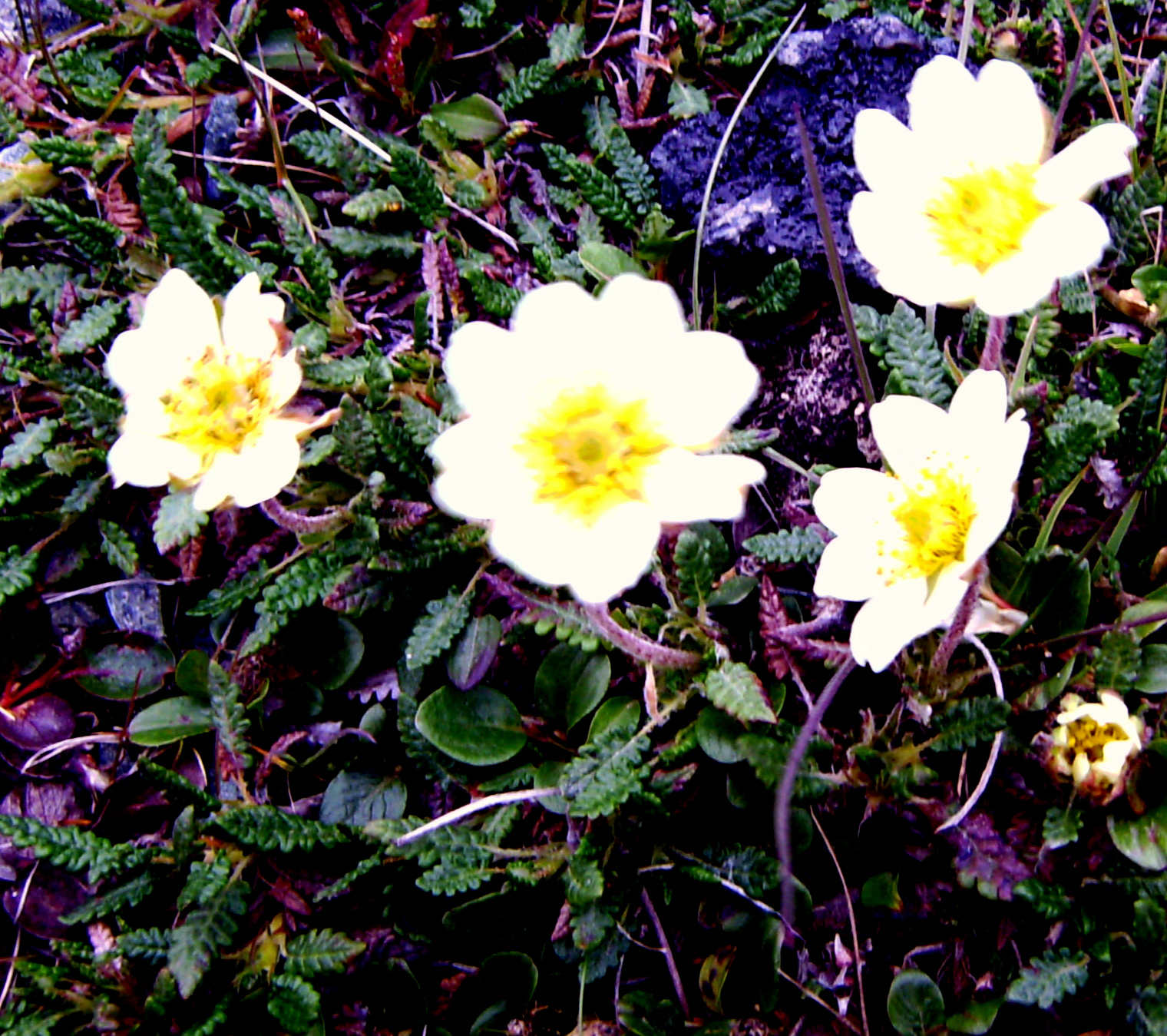
A Spitsbergen